# Джульяно-ин-Кампанья
Джульяно-ин-Кампанья (итал. Giugliano in Campania) — город в Италии, располагается в области Кампания, в провинции Неаполь.
Население коммуны составляет 105 951 человек (на 2004 г.), плотность населения —  1127 чел./км². Занимает площадь 94,4 км². 
Почтовый индекс — 80014. Телефонный код — 081.
Покровителем города почитается святой Иулиан Сорский. Праздник ежегодно празднуется 27 января.